# Bystřice pod Lopeníkem
Bystřice pod Lopeníkem là một làng thuộc huyện Uherské Hradiště, vùng Zlínský, Cộng hòa Séc.